# Bordelo
Pour plus de détails, voir Fiche technique et Distribution.
Bordelo (grec moderne : Μπορντέλο) est un film grec réalisé par Níkos Koúndouros et sorti en 1984.

## Synopsis
Durant la révolte crétoise de 1897-1898, une flotte européenne (France, Royaume-Uni, Russie, Allemagne, Italie et Autriche-Hongrie) intervient et occupe les ports de l'île. À La Canée, Rosa Bonaparte, venue de Marseille avec douze prostituées, installe un bordel dans une aile désaffectée de la mairie. Le lieu devient rapidement le centre de tous les trafics et de toutes les manigances politiques. Tous les personnages, clients et prostituées, sont caricaturaux car ils incarnent des archétypes. S'ils sont inventés, le reste : flottes occidentales, bordel, etc. est historiquement vrai. Rosa Bonaparte est un hommage à Mme Hortense, la prostituée « retraitée » d’Alexis Zorba et donc de Zorba le Grec.

## Fiche technique
- Titre : Bordelo
- Titre original : Μπορντέλο
- Réalisation : Níkos Koúndouros
- Scénario : Níkos Koúndouros, Angel Wagenstein, Marios Pontikas (el), Vangelis Goufas (el) et Giorgos Veltsos
- Société de production : Centre du cinéma grec
- Directeur de la photographie : Nikos Kavoukidis
- Montage : Alexis Pezas
- Direction artistique : Mikes Karapiperis
- Costumes : Giorgos Patsas
- Musique : Níkos Mamangákis
- Pays d'origine : Grèce
- Genre : drame historique
- Durée : 130 minutes
- Date de sortie : 1984

## Acteurs
- Marina Vlady : Rosa Bonaparte
- Eleonora Stathopoulou
- Vassilis Lagos
- Aris Retsos
- Agapi Manoura
- Nikolaï Smirnov
- Antigone Amanitou
- Fanis Hinas (el)
- Giorgos Haralambidis
- Katerina Sarri
- Antonis Antoniou (el)
- Dimitris Petropoulos
- Elena Mirchofska (bg)
- Antonis Vlissidis
- Tony Woolf
- Eugenia Olympiou
- Pulcheria Frany
- Paris Katsivelos